# Ядерна енергетика Вірменії

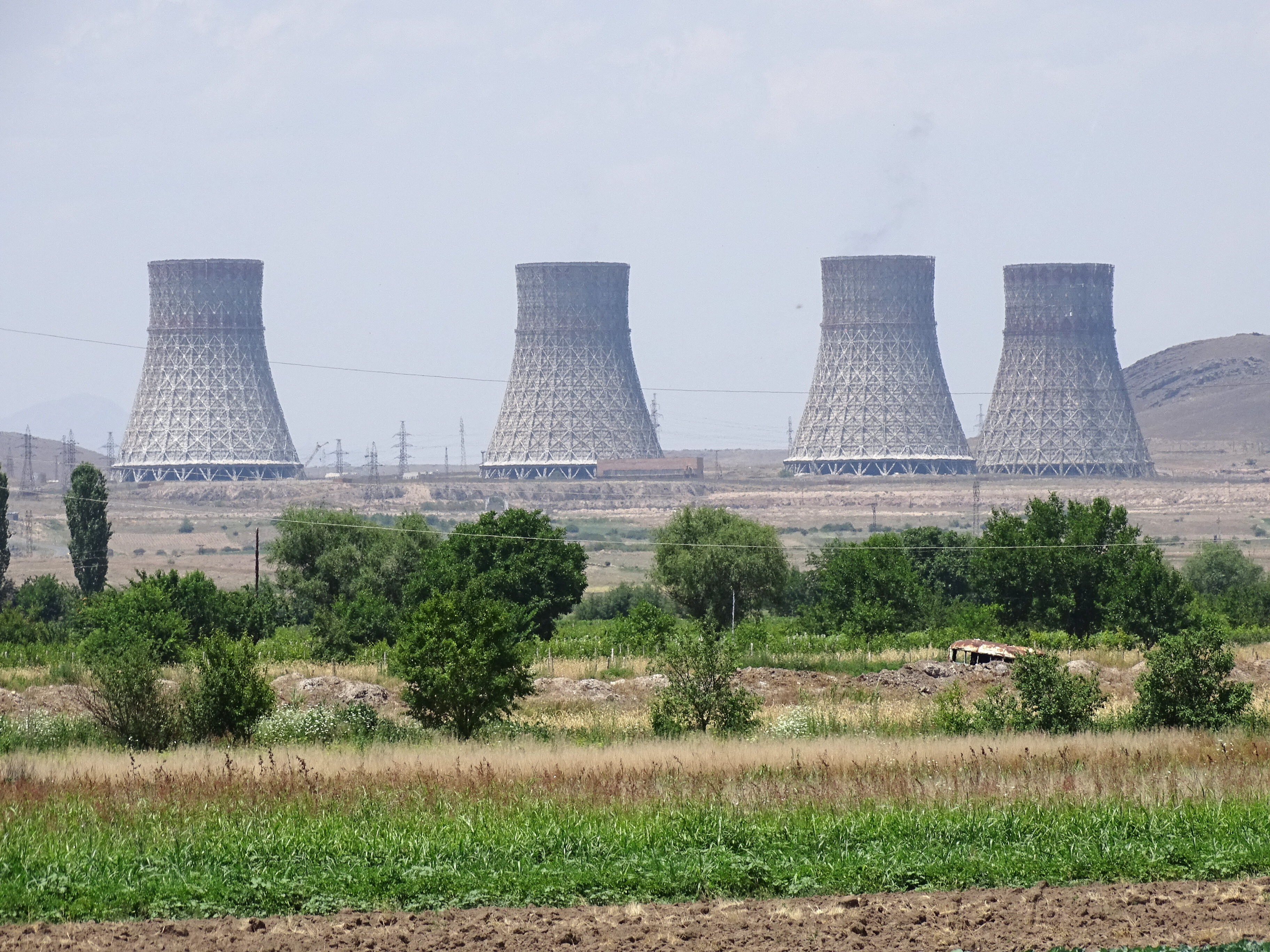
Градирні Мецаморської АЕС

Ядерна енергетика забезпечує 38% електроенергії у Вірменії через один діючий ядерний реактор, блок 2 Мецаморської атомної електростанції, який є реактором ВВЕР-440 з додатковим сейсмічним захистом. Вона була створена в 1976 році і є єдиною атомною електростанцією на Південному Кавказі. Однак після Спітакського землетрусу 1988 року роботу АЕС довелося зупинити, що стало однією з причин вірменської енергетичної кризи 1990-х років. У жовтні 1995 року другий енергоблок АЕС було перезапущено, поклавши кінець «темним і холодним рокам».
У той час як єдиним власником станції є Вірменія, Мецаморською АЕС керує російська компанія «Єдині енергетичні системи» (ЄЕС). Ядерне паливо постачається з Росії.
На 2018 рік запланована модернізація АЕС, яка підвищить безпеку та збільшить встановлену потужність на 40-50 МВт..
Вірменія також вивчає можливості малого модульного реактора, який дав би гнучкість і можливість побудувати нову атомну електростанцію за короткий час.
Раніше повідомлялося, що Вірменія планує побудувати новий реактор потужністю 1060 МВт у 2026 році.
Вірменія експлуатує один ядерний блок ВВЕР-440 радянської розробки в Мецаморі, який забезпечує понад 40% енергетичних потреб країни. ЄС і Туреччина висловили стурбованість продовженням роботи станції. Міністр енергетики Вірменії оголосив, що техніко-економічне обґрунтування нової атомної електростанції потужністю 1000 МВт вартістю 2 мільярди доларів США буде виконано у співпраці з Росією, США та МАГАТЕ. Росія погодилася побудувати станцію в обмін на міноритарну частку в ній. Крім того, США заявили про своє зобов'язання допомогти Вірменії в проведенні попередніх досліджень.

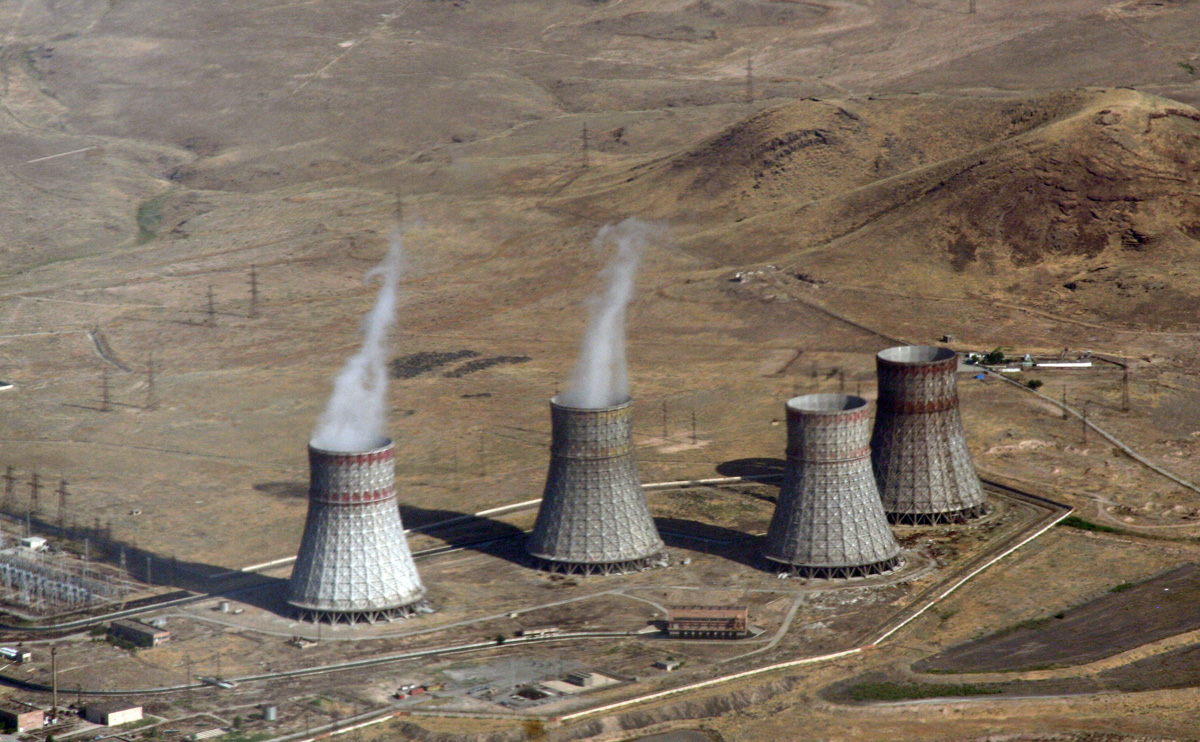
Мецаморська атомна електростанція у Вірменії

Мецаморська атомна електростанція у Вірменії має встановлену потужність 815 МВт, хоча зараз працює лише один блок потужністю 407,5 МВт.
Вірменія підписала угоду про співпрацю з Європейською організацією ядерних досліджень у березні 1994 року. З 2018 року Вірменія також підписала угоду про співпрацю з Європейським співтовариством з атомної енергії.
Мецаморська АЕС забезпечує понад 40 відсотків електроенергії у Вірменії; однак вона старіє, і незабаром реактор потребуватиме заміни. Вона отримала багато фінансування для модернізації своїх систем і засобів безпеки. Росія надала кредит на 270 млн доларів і грант на 30 млн доларів для продовження терміну експлуатації Мецаморської АЕС у 2015 році, який закінчується у 2016 році. Кошти надаються на 15 років із пільговим періодом у 5 років. процентна ставка 3% річних.
Обговорено плани будівництва нової АЕС. У липні 2014 року міністр енергетики РФ заявив, що Росія готова надати 4,5 мільярда доларів із 5 мільярдів, необхідних для будівництва нової АЕС.. У 2014 році уряд Вірменії схвалив будівництво нової електростанції, яке планувалося розпочати в 2018 році.
Від 2022 року Вірменя веде перемовини щодо деверсифікації постачальників ядерних технологій зі США та Францією, задля зменшення впливу Росатому. У червні 2023 року у Вірменії було створено міжвідомчу робочу групу з будівництва нового атомного енергоблоку. При цьому термін експлуатації діючих двох блоків ВАЕС продовжили до 2036 року та розпочали роботи з їхньої технічної модернізації.

## Перелік реакторів
| Назва   | Блок №. | Реактор | Реактор       | Статус      | Чиста потужність (MW) | Початок будівництва | Комерційне використання | Закриття       |
| Назва   | Блок №. | Тип     | Модель        | Статус      | Чиста потужність (MW) | Початок будівництва | Комерційне використання | Закриття       |
| ------- | ------- | ------- | ------------- | ----------- | --------------------- | ------------------- | ----------------------- | -------------- |
| Мецамор | 1       | PWR     | ВВЕР-440/270  | Відключений | 376                   | 1 липня 1969        | 6 жовтня 1977           | 25 лютого 1989 |
| Мецамор | 2       | PWR     | ВВЕР-440/270  | Функціонує  | 416                   | 1 липня 1975        | 3 травня 1980           | (2036)         |
| Мецамор | 3       | PWR     | ВВЕР-1200/392 | Заплановано | 1060                  |                     |                         |                |

## Паливний цикл
Вірменія є партнером міжнародного центру зі збагачення урану в Ангарську (Сибір). Центр очолює Росія і контролюється МАГАТЕ.
З 2008 року у Вірменії працює спільне вірмено-російське підприємство «Вірменсько-російська гірнича компанія», яке займається пошуком родовищ урану в обсязі, який міг би покрити внутрішній попит. Проект провалився, і компанія була розпущена в середині 2015 року.

## Правовий статус
У 1993 році Вірменія створила Управління ядерного регулювання Вірменії (ANRA) і підрозділ у Міністерстві енергетики для управління станцією. В 1996 році управління було передано Вірменській АЕС. У міністерстві створено відділ атомної енергетики.
У 1993 році вона стала членом Міжнародного агентства з атомної енергії. У 1996 році член Всесвітньої асоціації операторів атомних станцій (WANO).

### Нерозповсюдження
У 1993 році Вірменія приєдналася до Договору про нерозповсюдження ядерної зброї. Того ж року вона стала учасником Віденської конвенції про цивільну відповідальність за наслідки ядерних подій. У 1997 році вони підписали з МАГАТЕ додатковий протокол про гарантії.